# Burn After Reading
Burn After Reading är en svart komedi från 2008, skriven, producerad och regisserad av bröderna Coen. I huvudrollerna finns John Malkovich, George Clooney, Tilda Swinton, Frances McDormand och Brad Pitt. Filmen hade premiär under filmfestivalen i Venedig 2008.

## Handling
En gyminstruktör kommer över en gammal CIA-agents memoarer och bestämmer sig för att utnyttja situationen.

## Rollista (urval)
- John Malkovich – Osbourne Cox[2]
- Frances McDormand – Linda Litzke
- Brad Pitt – Chad Feldheimer
- George Clooney – Harry Pfarrer
- Tilda Swinton – Katie Cox
- Richard Jenkins – Ted Treffon
- Elizabeth Marvel – Sandy Pfarrer
- David Rasche – CIA-officer
- J. K. Simmons – CIA-chef
- Devin Rumer – övervakare
- Jeffrey DeMunn – kosmetisk kirurg